# Isidore Alleweireldt
Isidore Alleweireldt (Brugge, 16 oktober 1824 - Oostende, 22 augustus 1892) was een Belgisch architect, gevestigd in Brugge van 1848 tot 1869 en in Brussel van 1869 tot aan zijn dood.

## De naam
Van Alderwerelt of Alleweireldt was een familie die woonde in het Ieperse, meer bepaald in de gemeenten Wijtschate, Hollebeke en Wulvergem. Hun naam luidde Van Alderwerelt tot er in 1739 bij vergissing Alleweireldt werd van gemaakt. Bij vonnis van 7 augustus 1891, een jaar voor zijn dood, bekwam Isidore Alleweireldt van de rechtbank van eerste aanleg in Brugge dat zijn naam opnieuw Van Alderwerelt mocht worden. Zijn kinderen, ook nog andere familieleden zoals zijn broer luitenant-generaal Jules Alleweireldt, verkregen dezelfde toelating bij vonnissen van 15 februari 1892, uitgesproken door de rechtbank van eerste aanleg in Brugge en van 9 juli 1892 uitgesproken door de rechtbank van eerste aanleg in Brussel.
Hij mag samen met architect Jean-Brunon Rudd gelden als de belangrijkste neoclassicistische architect in Brugge.

## Familie
De filiatie in rechte lijn die naar aanleiding van het proces in naamverandering werd opgesteld en als bewijsmateriaal werd meegedeeld, luidde als volgt, van generatie tot generatie:
- Jacques Van Alderwereldt × Suzanne Planke. 
  - François van Alderwerelt (1641-1681) × Catharina Ghesquière. 
    - Jacques van Alderwerelt (1670-1716) × Petronilla Bourgeois. 
      - Bernard Dominique van Alderwerelt (1712-1757) × Rosalie Taffin (eerste vrouw) en Maria Francisca Biscop (tweede vrouw).
        - Pieter Alleweireldt (1739-1800) × Marie Lasuere (eerste vrouw) en Anna Hendrickx (tweede vrouw).
          - Joseph-Brunon Alleweireldt (1778-1850) × Isabelle de Brouwer (eerste vrouw) en Isabelle Devlamynck (tweede vrouw).
            - Isidore Joseph Alleweireldt × Marie Devaux.

## Jeugd en studies
De gegevens over de ouders en de familie van Isidore Alleweireldt situeren hem in de recent verfranste burgerij en in een milieu waar intellectuele en literaire activiteiten bedreven werden. Een milieu dat niet speciaal aan Brugge gebonden was en in Brussel en Parijs zijn referenties zocht, zijn relaties had en er ook bij tijd en wijle woonachtig was.
Het is niet onbelangrijk te noteren dat Isidore Alleweireldt nauwe banden had met Paul Devaux. Joseph-Brunon Alleweireldt was getrouwd met de moeder van Paul Devaux. Er was wel een generatieverschil: Devaux was 23 jaar ouder dan Alleweireldt en had bij diens geboorte Brugge al verlaten en net zijn studies in Luik voltooid. Hij stond aan de vooravond van een journalistieke loopbaan die hem op het voorplan zou brengen. De verwantschap – later nog verstevigd door het huwelijk van Alleweireldt met een nicht van Paul Devaux en van de liberale burgemeester van Brugge Jules Boyaval – was evenwel zonder twijfel belangrijk voor de jonge Alleweireldt en hielp zeker in de opbouw van zijn succesvolle loopbaan. De clan Devaux - Van Praet en aanverwanten, domineerde immers vanaf 1830 en voor minstens 30 jaar een behoorlijk deel van het maatschappelijk leven in Brugge en zelfs in Brussel.
Alleweireldt was ook bevriend (door bemiddeling van zijn vader wellicht) met de 'vader des vaderlands' Louis de Potter. Een bewaard gebleven exemplaar van de brochure door Alleweireldt gewijd aan een voorstel voor een nieuwe schouwburg in Brugge, draagt de opdracht: A mon protecteur et ami Mr. De Potter. Toen De Potter eerder onverwacht in 1859 in Brugge stierf, was het Alleweireldt die het overlijden bij de burgerlijke stand ging melden.
Over de studies van Alleweireldt weten we met zekerheid dat hij de humaniora doorliep op het atheneum van Brugge. In 1839 zat hij in de Poësis en behaalde er een prijs voor geschiedenis. In 1840 beëindigde hij zijn middelbare studies met onder meer een prijs voor boekhouding en een voor déclamation. Hij was nog geen 16 jaar.
Volgde hij daarna lessen aan de Brugse Academie? Onmogelijk het te zeggen: de leerlingenlijsten voor 1840 en 1841 zijn niet meer beschikbaar. Tijdens het academiejaar 1842-43 was hij ingeschreven in de Université Libre de Bruxelles, waar hij onder meer de cursus hogere wiskunde volgde bij professor Antoine Meyer. Het is dit soort studies dat hem later toeliet zichzelf als 'ingenieur' of 'expert' te betitelen, naast zijn meer gangbare titel van architect.
Voor het schooljaar 1844-45 liet hij zich inschrijven in de Koninklijke Academie in Brussel en volgde er de tweede klas 'ornament'. Zijn uitslag was als volgt: eerste geplaatst in de wedstrijd voor de punten en tweede in de wedstrijd voor de prijzen. Ook voor het jaar 1845-46 liet hij zich inschrijven, maar al op 10 oktober 1845 vermeldt het register dat hij de Academie verlaten had. Hij bleef niettemin in Brussel wonen, zelfs permanent, want op 5 februari 1846 werd hij in de bevolkingsboeken voor het eerst vermeld als 'residerende te Brussel'.

## Architect
Ten laatste in 1848 was hij als architect in Brugge gevestigd en werd in 1852 – hij was toen 28 jaar – door dokter Isaac De Meyer geciteerd als 'un architecte distingué qui habite la ville de Bruges'. Zowel via zijn vader en zijn 'broer' Devaux als later via zijn vrouw en haar familie, behoorde Alleweireldt tot het liberale kamp. Hij had zelfs bijzondere contacten met Louis de Potter. Op een bewaard exemplaar van een brochure door Isidore Alleweireldt, staat de opdracht: "A mon protecteur et ami Mr De Potter". Gelet op het leeftijdsverschil is het niet onredelijk te veronderstellen dat de jonge architect de vergrijsde staatsman en publicist ten huize van zijn vader had ontmoet. De vriendschap zette zich verder en toen De Potter in 1859 onverwacht in Brugge overleed, was het Isidore Alleweireldt die op de burgerlijke stand aangifte ging doen.
Aanvankelijk woonde hij bij zijn ouders in de Moerstraat om na de dood van zijn vader te verhuizen naar een optrekje bij pasteibakker Frederic De Brauwer in Vlamingstraat F1-26 en in 1855 ging hij alleen wonen in Hoogstraat B2-9.
Vanaf 1855 was hij leraar in de in 1853 opgerichte Stedelijke Nijverheidsschool. Hij werd lesgever voor de mechanica, de bouwkunde en de steensnede, tegen een jaarwedde van 1200 fr. Hij bleef deze nevenactiviteit uitoefenen tot in 1869 en werd toen opgevolgd door Eugène Piens.
In 1856 volgde hij Pierre Buyck op als 'Opzichter van de binnengoederen van de Brugse Commissie van Burgerlijke Godshuizen', een functie die hij tot in 1869 bekleedde.

## Huwelijk
Isidore Alleweireldt was al sedert heel wat jaren een bekend architect, toen hij in 1860 op 35-jarige leeftijd in het huwelijk trad met Marie Devaux (1840-1883). Zij was in Brugge geboren op 28 augustus 1840, als dochter van provinciaal griffier Charles Devaux (1797-1861) en Emilie Chantrell (1805-1864) en was dus 16 jaar jonger dan haar man. Het was ongetwijfeld een huwelijk van aanzien.
De burgerlijke huwelijksplechtigheid werd niet door de ambtenaar van de burgerlijke stand voorgezeten, maar door burgemeester Jules Boyaval, die verwant was met de bruid. Twee familieleden traden als getuige op: Jules Alleweireldt, de jongere broer van de bruidegom en Georges Chantrell – de Stappens (1795-1867), liberaal gemeenteraadslid en oom van de bruid. En met hen, nog twee liberale prominenten van het ogenblik: gouverneur van West-Vlaanderen Benoît Vrambout (1816-1877) en advocaat Auguste De Schrijver (1817-1889) die enkele maanden later Charles Devaux als provinciaal griffier zou opvolgen.
Het gezin Alleweireldt – Devaux kreeg zes kinderen: Georges (° 2 april 1861), Jenny (° 14 juni 1862), Berthe (° 6 september 1863), Emilie (° 6 oktober 1866) en Julie (° 12 juli 1876) allen in Brugge geboren en Charles, in Elsene geboren op 21 maart 1876.
Naar aanleiding van zijn huwelijk ging Alleweireldt zich vestigen Augustijnenrei E16-1, waar het gezin verbleef tot in juli 1869.

## Ideeën van een jonge man

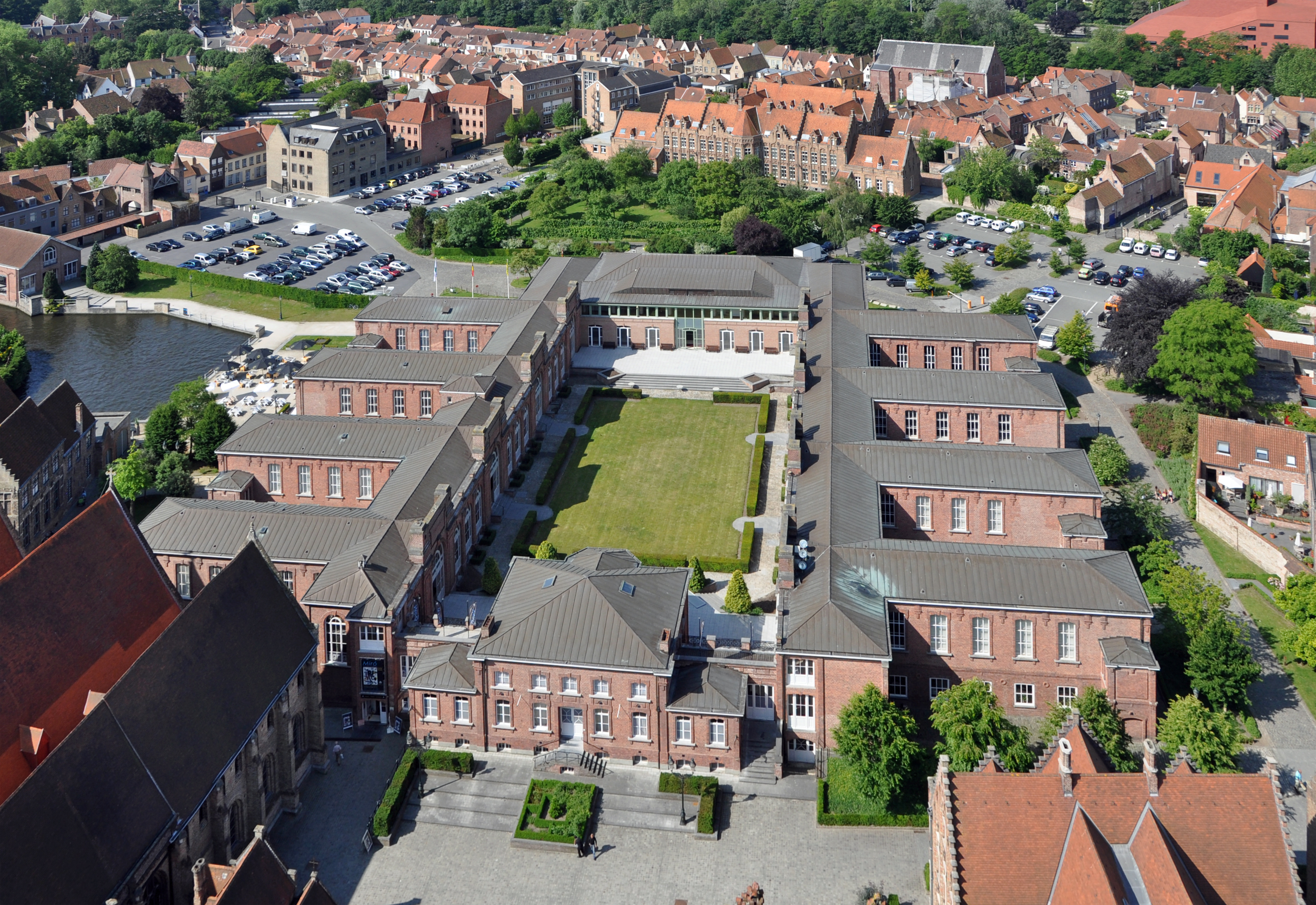
Het 19e-eeuwse hospitaalcomplex.

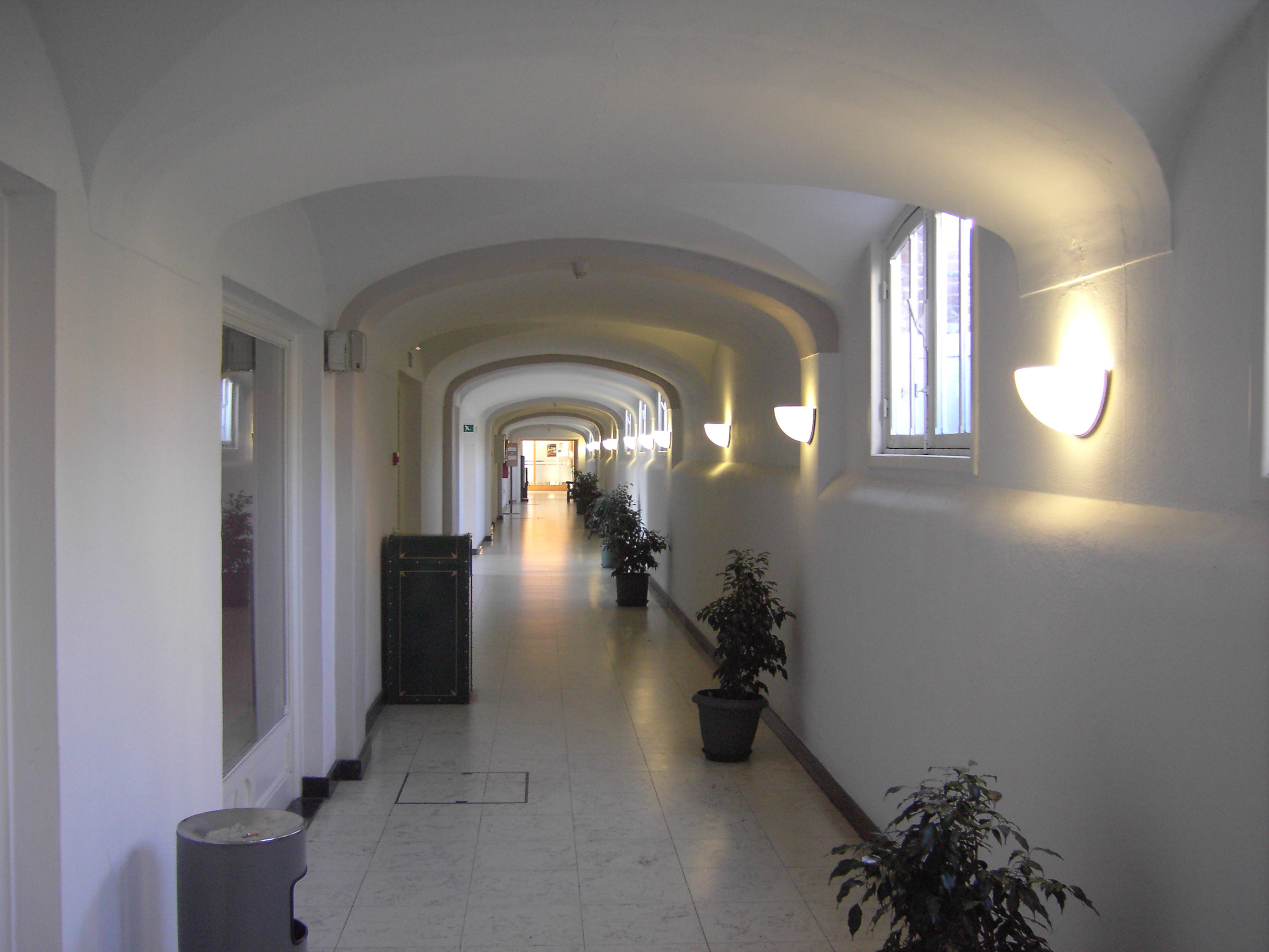
Sint-Janshospitaal uit 1864. De centrale gang naar de ziekenzalen.

Zodra hij als architect gevestigd was, liet Alleweireldt zich kennen als iemand die ideeën spuide. Zo maakte hij een ontwerp waarbij de binnenkoer van de Brugse Hallen overdekt zou worden door een koepel in glas.
Een ander voorstel, die hij in brochurevorm verspreidde, was zijn ontwerp voor een nieuwe schouwburg op de plaats van de bestaande Comedie en van enkele huizen in de omgeving.

## Eerste grote opdracht: Sint-Janshospitaal
Een derde voorstel, een echt ontwerp, had betrekking op het Sint-Janshospitaal, waarbij hij het bestaande hospitaal sloopte om er een volledig nieuw te bouwen. Dit derde voorstel kreeg enkele jaren later gevolg - zonder de sloping evenwel van de middeleeuwse gebouwen - en werd een van de belangrijkste bouwwerken van Alleweireldt. Het gerealiseerde hospitaalontwerp bouwde sterk voort op de plannen die Pierre Buyck in 1855 als architect van de Commissie voor Burgerlijke Godshuizen had gemaakt.

## Bouwen in Brugge

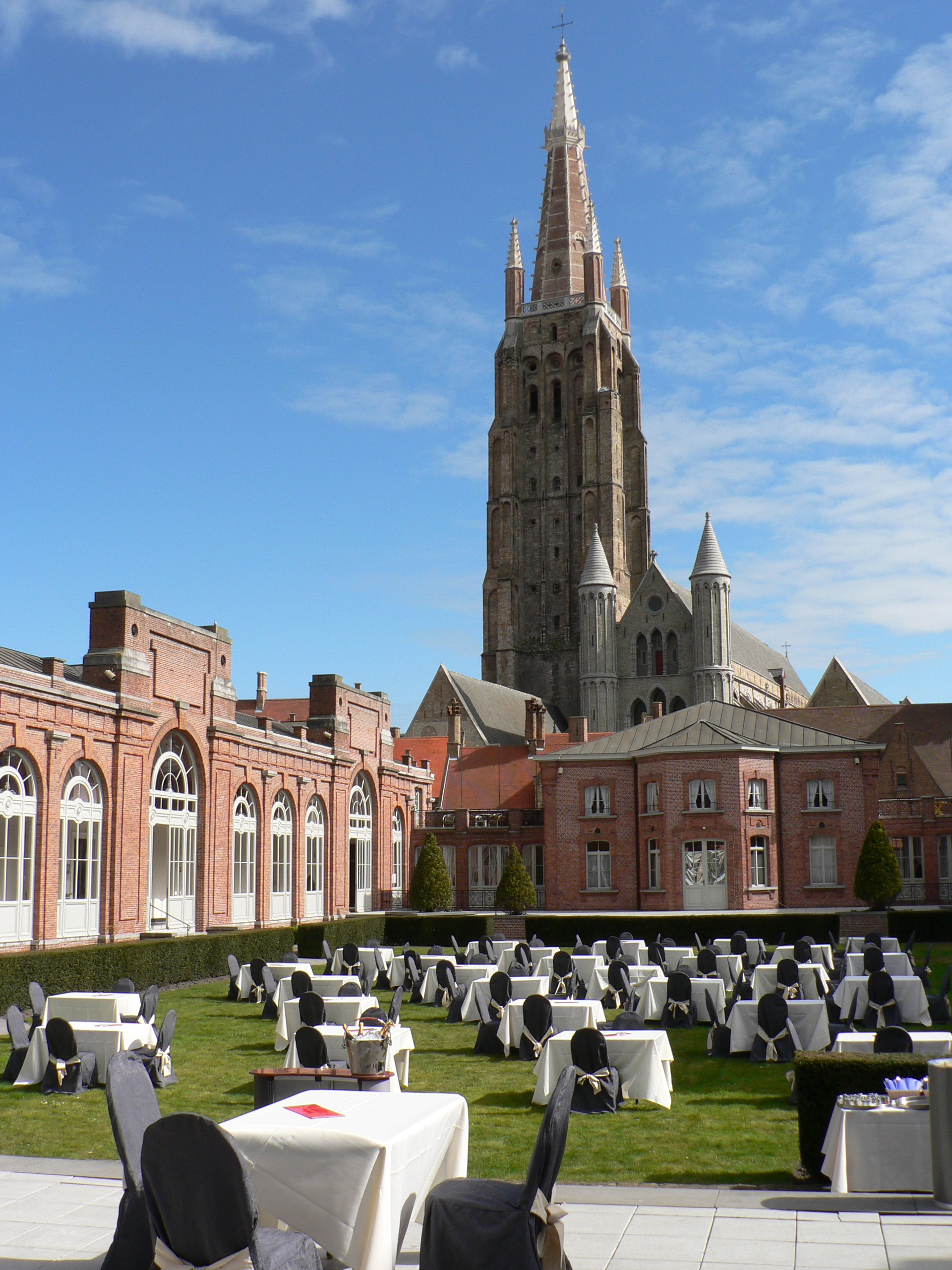
De binnentuin van het oude Sint-Janshospitaal

Vanaf 1849 begon hij aan het concrete werk, hierin aangemoedigd door zijn politieke vrienden. Hij mocht werken voor de Commissie van weldadigheid en voor de Burgerlijke godshuizen. Hij voerde ook verbeteringswerken uit aan de gevangenis van het Pandreitje.
Jaar na jaar bouwde of verbouwde hij in Brugge en omliggende. Het ging in vele gevallen om verbouwen naar de mode van de tijd. In andere gevallen ging het om volledige nieuwbouw, waarbij de classicistische stijl van de tijd in zijn volle glorie kon tot uiting komen. Zijn te vermelden:
- Potterierei 4, gepleisterde lijstgevel (1849), eigendom rechter Goethals.
- Minderbroedersstraat 1, gepleisterde lijstgevel (1849), eigendom advocaat Charles Meynne.
- Noordzandstraat 6, huis toegevoegd aan Hotel de Flandre (1849).
- hoekhuis Moerstraat - Geerwijnstraat, (11 traveeën + poort) (1851), eigendom Vercauteren-De Cock.
- Sint-Jakobsstraat, restauratie ingangspoort (1851), eigendom Valckenaere-Thomas.
- Schouwvegersstraat, restauratie façade (1851), eigendom Sioen-Van Steenkiste, ijzergieter.
- Gouden-Handstraat, hoek Torenbrug, omgebouwd gotisch huis (1855), eigendom Charles Serweytens.
- Sint-Janshospitaal, nieuw ziekenhuis, 7 zalen (1856) - beschermd monument.
- Prinsenhof, plaatsen nieuwe hekkens (1856), eigendom Van Caloen de Basseghem.
- Vlamingstraat 58: gepleisterde voorgevel, 7 traveeën, twee lagere zijvleugels (1856-1857), eigendom Goupy de Beauvolers - Rotsart de Hertaing.
- Spanjaardstraat 4-4bis, twee bakstenen trapgevels, 16de eeuw, gevels in neogotische stijl herbouwd (1856), eigenaar De Poortere.
- Spinolarei 17, gepleisterde lijstgevel, 6 traveeën (1856), eigendom Honoré Dhondt.
- Hoek Twijnstraat-Kelkstraat, kleinere verbouwingen (1856), eigendom Valckenaere-Thomas.
- Bezemstraat (thans Niklaas Desparsstraat), wijzigingen in 19de-eeuwse zin aan klein huis (1856), eigendom Pickery.
- Boomgaardstraat A4-24, woonhuis (1856), eigendom notaris van der Hofstadt.
- Giststraat, woning (1856), eigendom weduwe Devos.
- Predikherenstraat 29, lijstgevel (1857) - gesloopt in de jaren 1950.
- Genthof 10-12, ontwerp voor dubbelhuis in 17de-eeuwse stijl (1858), niet uitgevoerd.
- Wollestraat 16, gepleisterde lijstgevel (1858), eigendom notaris van der Hofstadt.
- Sint-Janshospitaal, 8ste zaal, twee operatiezalen, apotheek (1859-1864).
- Kuipersstraat 21, gepleisterde lijstgevel, vier traveeën + brede poorttravee (1859), eigendom De Vestel - De Lille.
- Augustijnenrei E 16-1, kleine verbouwingen (1860), eigendom De Bo, Alleweireldt ging er wonen.
- Grote Markt - hoek Steenstraat, verbouwing (1860), eigendom E. Veys.
- Korte Winkel 9, heel wat verbouwingen, ook kant reie (1860), eigendom weduwe van dr. de Mersseman.
- Philipstockstraat - hoek Burg, vitrines 'au goût du jour' (1860), eigendom Mestdagh.
- Vrijdagmarkt, bijgebouwen voor het station (1861).
- Spanjaardstraat, vernieuwing bijgebouwen (1861), eigendom Fraeys.
- Vlamingstraat 6, nieuw gelijkvloers en winkelpui in hout (1861), eigendom horlogewinkel De Smedt-Heltzel.
- Noordzandstraat 19-21 - hoek Kopstraat, verbouwing (1861), eigendom Willaert.
- Korte Zilverstraat D20-29, woning (1861), eigendom advocaat Charles Dhont.
- Grote Markt, herbouwen Cercle de Commerce et d'Industrie, 6 traveeën, (1861).
- Sint-Jakobsstraat D1-6, wijziging en verrijking, vooral vitrine (1861), eigendom De Vestel.
- Boomgaardstraat A4-27, gepleisterde lijstgevel, vier traveeën (1861) - eigendom De Vestel - De Lille, nu nr. 13, - beschermd monument.
- Boomgaardstraat A4-26, gepleisterde lijstgevel, 3 traveeën, eigendom De Vestel - De Lille - beschermd monument.
- Wapenmakersstraat 16, gepleisterde lijstgevel, zestraveeën + brede poorttravee + nevengebouw links bekroond door een attiek (1861), eigendom de 't Serclaes, voormalig hotel de Merckem en voordien De Lecke.
- Wapenmakersstraat, wintertuin (1862), eigendom de 't Serclaes.
- Sint-Walburgastraat, bestaande remise vervangen door nieuwe (1862), eigendom de 't Serclaes.
- Langestraat 30-38, gepleisterde lijstgevels van vier huizen(1862), eigendom De Vestel - De Lille.
- Sint-Jorisstraat 20, gepleisterde lijstgevel (1862), eigendom dr. Verbaere.
- Jan Miraelstraat E18-57, huis en boeien vervangen door poort en muur (1862-63), eigendom dr. Verbaere.
- Zonnekemeers, kleine hoeve en hangars (1863).
- Spinnerij Mamet, Boninvest (1855) en uitbreiding (1857).
- Zonnekemeers, opslagplaats voor het Sint-Janshospitaal (1863) - koetshuis, beschermd monument.
- Langestraat A10-50, verbouwing tapitsierswinkel (1863), eigendom Van den Broucke.
- Stadhuis Ardenburg (1864-1865).
- Academiestraat F1-49 (nr. 15), restauratieontwerp (1865) - niet uitgevoerd.
- Hoefijzerlaan 21, woonhuis (1865), eigendom mevr. Perlau - De Hert.
- Langerei E15-20, verbouwing bestaand gebouw (1865), eigenaar Inghels - de Tilly.
- Potterierei F8-48 (nr. 93-94), gepleisterde lijstgevel (1866), eigendom aannemer A. Fonteyne.
- Sint-Clarastraat - hoek Maagdendal, verbouwen (1867) eigendom Zusterkens der Armen.
- Sint-Amandsstraat D-34, verbouwing voorgevel (1867), eigendom Edward Van Loo.
- Steenstraat 68 - hoek Kemelstraat, gepleisterde lijstgevel (1867), eigendom pleitbezorger Dewitte, gesloopt in 1972.
- Zilverstraat B20-39 - hoek Zuidzandstraat, groot herenhuis (1868), eigendom Jooris.

In de jaren na 1860 verscheen regelmatig de naam van architect (of tekenaar-conducteur?) Charles Poupaert op de plannen bij bouwaanvragen door Alleweireldt. Soms kwam alleen de naam van Poupaert op de aanvraag voor, maar waarbij de presentatie van de plannen duidelijk de invloed van Alleweireldt aantoonde.

## Naar Brussel in 1869
Na het overlijden van dokter Joseph Alleweireldt, waarschijnlijk in 1859, was zijn weduwe met zes van de kinderen naar Brussel verhuisd, wellicht in functie van de militaire carrière van zoon Jules. Isidore Alleweireldt en een van zijn zussen bleven in Brugge achter, waar hij aan zijn succesvolle loopbaan begon. De familiebanden waren misschien een reden voor zijn verhuis naar Brussel in 1869, hoewel het meer waarschijnlijk is dat professionele perspectieven de voornaamste motivatie waren. In 1875 overleed ze in haar woning, Koninklijke Prinsstraat in Elsene.
In 1869 was het de beurt aan het gezin Alleweireldt-Devaux om naar Brussel te verhuizen. Het ging wonen op het adres Goswin de Stassartstraat 82 in Elsene, in de nieuwe en dynamische Leopoldswijk, waar ongeveer alle voorname personages van het jonge koninkrijk een residentie hadden. De vier dochters waren meteen niet ver af van de École du Sacré Coeur, de school waar meisjes uit de adel en de hoge burgerij opvoeding genoten.
De verhuizing werd als tijdelijk beschouwd, aangezien op de Brugse registers vermeld werd  dat hij in Brugge wilde gedomicilieerd blijven. Wanneer de echtgenote van Isidore op 2 mei 1883 in Elsene overleed, werd ze vermeld als nog steeds in Brugge gedomicilieerd. Pas twintig jaar na de verhuizing werd het gezin uit de Brugse bevolkingsboeken geschrapt: op 27 december 1889 werd vermeld 'définitif' en op 3 januari 1890 'radiation'.
Ondertussen, waarschijnlijk in 1884, was de weduwnaar met zijn kinderen gaan wonen op het adres Troonstraat 72. In deze recent bebouwde straat van de Leopoldswijk betrok hij een imposant herenhuis. Hij leefde er met waardigheid, bijgestaan door zijn 'demoiselle de compagnie' Marie Ralet en door de twee meiden Juliette en Marie Duhem.

## Beroepsactiviteiten in Brussel
De verhuis van Alleweireldt had te maken met de betrekkingen die hij had met de Brugse aannemer François De Vestel-De Lille (Brugge, 1814 – Sint-Gillis-Brussel, 1888), voor wie hij verschillende gebouwen in Brugge had ontworpen.
De Vestel werd de aannemer van het door Joseph Poelaert (1817-1879) ontworpen Justitiepaleis. Een algemeen aanvaarde overlevering bij de nazaten van Isidore Alleweireldt wil 'dat hij het Justitiepaleis heeft verder gebouwd, na de dood van Poelaert'. Het is uitgesloten dat Alleweireldt de officiële opvolging van Poelaert zou verkregen hebben, maar hij heeft voor rekening van de aannemer het gigantisch werk van de bouw van het Justitiepaleis opgevolgd en begeleid.
De bouw van het buitensporige Justitiepaleis duurde heel wat meer jaren dan voorzien en de inhuldiging had pas in 1883 plaats. Poelaert was ondertussen overleden. De omvangrijke taak aan het Justitiepaleis verklaart waarom Alleweireldt niets anders in Brussel ontwierp.

## Leven in Brussel
Gaandeweg integreerde Alleweireldt zich in het Brussels zakenleven en werd beheerder van een aantal vennootschappen, hoofdzakelijk in de sector van het bouwvak en het vastgoed. Bij zijn overlijden was hij:
- voorzitter van de raad van bestuur van de S.A. Générale des Carrières;
- bestuurder van de S.A. Belge de découpage mécanique;
- commissaris van de Crédit Général Liégeois.

Hij was ook de vereffenaar van een maatschappij waarvan hij medestichter was geweest, de S.A. des actions de jouissance réunies de la société immobillière d’Anvers.
Hij was tevens bestuurder van de Banque des travaux publics die op het tijdstip van Alleweireldts overlijden pas een belangrijk proces had verloren en in liquidatie ging.
Het zijn deze en wellicht nog andere bestuursfuncties die hem in Brussel weerhielden en die van hem gaandeweg een figuur in de Brusselse society maakten.

## Overlijden
Alleweireldt overleed in augustus 1892 in Oostende, waar hij tijdens de zomermaanden verbleef.
Het echtpaar Alleweireldt – Devaux ligt begraven op het kerkhof van Brussel in Laken.

## Publicatie
- Mémoire sur la construction d'un théatre à Bruges, présenté au conseil communal, Bruges, imprimerie Alphonse Bogaert, 1848.